# Japan Karatedō Federation
Die Japan Karatedō Federation (JKF; jap. 全日本空手道連盟, Zennihon karatedō renmei, kurz 全空連, Zenkūren) ist der Dachverband für alle Karatestilrichtungen in Japan. Unterstellt ist die JKF der Japan Physical Education Association, dem Japan Olympic Committee (JOC), sowie dem Ministerium für Bildung, Kultur, Sport, Wissenschaft und Technologie (MEXT). Des Weiteren gehört sie der Asian Karate Federation (AKF) und der World Karate Federation (WKF) an.

## Geschichte der JKF
- 1964 Gründung der JKF
- 1969 Offiziell als Dachverband für Karatedō in Japan durch das Bildungsministerium anerkannt
- 1969 Der erste All Japan Charted Contest wird im Nippon Budōkan (Tokyo) ausgetragen
- 1972 Die JKF schließt sich der Japan Physical Education Association an
- 1979 Die JKF nimmt an den National Sports Tournament Demonstrations teil
- 1981 Karate wird offiziell ein Teil des National Sport-Turnieres in der Präfektur Shiga
- 1999 Die JKF wird Mitglied der World Karate Federation

## Kooperierende Verbände und Abteilungen
Folgende Verbände kooperieren mit der JKF, das heißt, dass theoretisch Mitglieder jeder der unten genannten Organisationen für Japan bei Internationalen Wettkämpfen teilnehmen können.

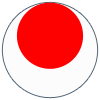
Die JKA Sonne

### Japan Karate Association
Hauptartikel: Japan Karate Association
- 1949 Gründung der JKA als erster japanischer Karateverband unter Masatoshi Nakayama für den Shotokan-Stil
- 20. Oktober 1957 Ausrichtung der ersten Karatemeisterschaft in Japan durch die JKA
- 1964 Die JKA schließt sich der Japan Karatedō Federation an
- 15. April 1987 Chiefinstruktor Masatoshi Nakayama stirbt; Beginn des Zerfalles der JKA

### JKF Shitōkai
- März 1934 Mabuni Kenwa gründet das Dojo Yoshūkan (養秀館) in Osaka und nennt seinen Stil Shitō-ryū
- März 1939 Shitō-ryū wird offiziell vom Dainippon Butokukai als Karatestil anerkannt
- Juli 1939 Die Dai nippon karatedō kai wird gegründet; später wird der Name in Japan karatedō kai umgeändert
- 1964 Der Verband wird offiziell Mitglied der JKF und nennt sich fortan JKF Shitō-kai; Eiichi Tanaka wird Präsident, Manzou Iwata und Mabuni Kenei werden Vizepräsidenten
- 1. Februar 1980 Nach dem Tod Eiichi Tanakas wird die JKF Shitō-kai wie folgt umstrukturiert: Mabuni Kenei wird Ehrenpräsident, Manzou Iwata Präsident und Sadachika Tsujikawa Vizepräsident
- März 1993 Anlässlich der Gründung der World Shitō-ryū Karatedō Federation werden die ersten Weltmeisterschaften im Shitō-ryū im Nippon Budokan in Tokyo ausgetragen

### JKF Gōjūkai

Das Logo der JKF Gōjūkai

- 1950 Gründung der JKF Gōjūkai, als Dachverband für Gōjū-ryū Karatedō in Japan, unter Gogen Yamaguchi
- 2. April 1972 Der Verband wird offizielles Mitglied der JKF
- 1973 Ein Turnier zum 20. Todestag Miyagi Chōjuns wird in Okinawa ausgetragen
- November 1975 Die Kata Sanchin, Tensho, Saifa und Seiyunchin werden als Basis-Katas für das Gōjū-ryū festgelegt
- 1980 Die acht übrigen heute bekannten Kata Gekisai-dai-ichi und Gekisai-dai-ni, Shisochin, Sanseru, Seisan, Sepai, Kururunfa und Suparinpai werden ebenfalls als Katas für das Gōju-ryu festgelegt
- 21. August 1983 Ein Turnier zum 30. Todestag Miyagi Chōjuns wird in Okinawa ausgetragen
- April 1987 Die 1. Internationale Gōjū-ryū-Meisterschaft wird in Singapur veranstaltet

### JKF Wadōkai
- 1. April 1934 Der Dai Nippon Karate Shinko Club wird von Hironori Otsuka gegründet
- 25. Februar 1938 Die Dai nippon karatedō shinbukai wird gegründet
- 1947 Das Tsukiji Hauptdojo wird gegründet
- 1952 Die offiziellen Regeln für Wadō-ryū-Wettkämpfe werden vom neuen Hauptdojo, dem Karateclub der Meiji-Universität, festgelegt
- 19. Mai 1954 Eine Vorführung des Wadō-ryū wird zum 20-jährigen Bestehen des Stiles in der Hibiya Public Hall gegeben
- 5. Mai 1955 Die ersten nationalen Wadō-ryū-Meisterschaften werden in der Shibuya Public Hall ausgetragen
- 1. Mai 1964 Der Verband schließt sich der JKF an und nennt sich fortan JKF Wadōkai
- 11. Juli 1976 Die 12. Wadō-ryū-Meisterschaften werden im Nippon Budokan ausgetragen; seitdem immer dort
- 29. Januar 1982 Hironori Otsuka verlässt die Organisation
- 25./26. August 1989 Die erste Wadō-ryū-Weltmeisterschaft wird in London veranstaltet
- 8. August 1990 Der Präsident Hideo Bo verlässt die Organisation ebenfalls
- 14. April 1991 Ryutaro Hashimoto wird zum neuen Präsidenten der JKF Wadōkai
- 1996 Eiichi Eriguchi wird zum neuen amtierenden Präsidenten der JKF Wadōkai, nachdem Ryutaro Hashimoto abdankt[1]